# 铃木恒男
铃木恒男(鈴木恒男，すずきつねお，1942年—)，原日本长期信用银行行长，现役公司顾问。

## 生平
1942年出生于宫城县，1965年从日本东北大学经济学部毕业，同年进入了日本长期信用银行。经历了大阪支店营业第三部部长，企划部室长和审查部部长后，1992年被提升为了事业推进部部长（同时作为不良债务处理本部的第一任部长），随后成为了营业企划部部长（承担国内融资业务）。在1995年成为了营业部部长，1998年成为了副行长，同年9月成为“长银”行长。在1998年10月23日正式宣布了“日本长期信用银行”的破产，11月正式卸任。目前在“东洋经济新报社”拥有自己的专栏。

### 著作
- (2009年1月15日)

## 备注
1. ↑   的存檔，存档日期2009-02-17.